# Civilization III: Conquests
Civilization III: Conquests est un jeu vidéo 4X de stratégie au tour par tour, développé par Firaxis et BreakAway Games et sorti en 2003 sur PC (Windows). Il s'agit de la deuxième et dernière extension de Civilization III.

## Système de jeu
Cette extension, qui reprend l'essentiel des règles du jeu Civilization III et de l'extension Civilization III: Play the World, inclut :
- 9 scénarios historiques, avec des technologies, des merveilles, et des ressources souvent différentes du jeu de base ;
- des nouveautés et des évolutions destinées à équilibrer le jeu ou à en enrichir les possibilités.

### Scénarios historiques
Les scénarios historiques cités ci-dessous sont classés dans l'ordre chronologique :
- Mésopotamie ;
- L'ascension de Rome ;
- La chute de Rome
- Le Moyen Âge ;
- Amérique Centrale ;
- Les grandes découvertes ;
- Sengoku ;
- Europe Napoléonienne ;
- Seconde Guerre mondiale dans le pacifique.

Par rapport à des parties classiques, ces scénarios figent parfois les alliances entre les différents peuples de façon à refléter la réalité historique ; par exemple, les romains et les carthaginois sont des ennemis irréconciliables lors d'une partie de L'Ascension de Rome.
Les conditions de victoire ou d'obtention de points de victoire peuvent également être modifiées ; par exemple, les joueurs des royaumes d'occident jouant une partie Moyen Âge peuvent acquérir 10 000 points de victoire s'ils parviennent à rapporter à Jérusalem une sainte relique.
Enfin, les ressources, les technologies et les merveilles sont souvent modifiées de façon à mieux représenter l'époque et le lieu ; par exemple, Sengoku donnera au jeu un aspect exotique.

### Nouveautés et évolutions
Plusieurs aspects du jeu ont été remaniés, avec : 
- de nouvelles caractéristiques pour les civilisations (agricoles ou navigatrices),
- un rééquilibrages de certaines civilisations déjà existantes (ex. : l'Espagne est désormais navigatrice et religieuse),
- de nouvelles ressources (tabac par ex.),
- de nouveaux régimes politiques (fascisme et féodalité),
- de nouvelles merveilles (Mausolée d'Halicarnasse, Internet, Statue de Zeus, Temple d'Artémis, Templiers) et petites merveilles (QG de police secrète),
- de nouveaux bâtiments (défense civile, quai marchand, bourse),
- de nouvelles unités, certaines étant spécifiques aux nouvelles civilisations ;
- des héros scientifiques, qui peuvent récompenser le premier joueur à découvrir une technologie,
- de nouveaux types de spécialistes (ingénieurs travaux publics et policiers) et amélioration des capacités des percepteurs et des scientifiques,
- des modifications de l'arbre technologique, avec un impact sur le moment de disponibilité des unités ou sur les travaux que peuvent effectuer les travailleurs,
- de nouvelles capacités pour les unités (furtivité et asservissement),
- de nouvelles options de jeu, telles que la possibilité d'emporter une victoire par régicide (chaque civilisation débute avec une unité royale et perd la partie si l'unité succombe) ou deux niveaux supplémentaires de difficulté,
- de nouvelles options d'interface (possibilité de déplacer une pile d'unités par ex.).

L'éditeur a également été remis à jour.

### Nouvelles civilisations incluses dansConquests
| Civilisation | Qualités                    | Connaissances de départ      | Unité spéciale         | Dirigeant           | Capitale       |
| ------------ | --------------------------- | ---------------------------- | ---------------------- | ------------------- | -------------- |
| Autriche     | Militariste, industrieuse   | Maçonnerie, code du guerrier | Hussard                | Charles Quint       | Vienne         |
| Byzance      | Scientifique, navigatrice   | Travail du bronze, alphabet  | Dromon                 | Théodora            | Constantinople |
| Hittites     | Expansionniste, commerciale | Poterie, alphabet            | Chariot à trois hommes | Mursili Ier         | Hattusha       |
| Incas        | Expansionniste, agricole    | Poterie, maçonnerie          | Éclaireur chasqui      | Pachacutec          | Cuzco          |
| Mayas        | Agricole, industrieuse      | Maçonnerie, poterie          | Lanceur de javelot     | Jaguar de Fumée     | Chichén Itzá   |
| Pays-Bas     | Agricole, navigatrice       | Poterie, alphabet            | Mercenaire suisse      | Guillaume Ier       | Amsterdam      |
| Portugal     | Navigatrice, expansionniste | Poterie, alphabet            | Carraque               | Henri le Navigateur | Lisbonne       |
| Sumer        | Scientifique, agricole      | Travail du bronze, poterie   | Guerrier Enkidu        | Gilgamesh           | Ur             |

## Accueil
| Civilization III: Conquests |      |       |
| Média                       | Pays | Notes |
| GameSpot                    | US   | 85 %  |
| Jeuxvideo.com               | FR   | 16/20 |